# 23490 Моніколь
23490 Моніколь (23490 Monikohl) — астероїд головного поясу, відкритий 12 вересня 1991 року.
Тіссеранів параметр щодо Юпітера — 3,401.